# Prefectura de M'diq-Fnideq
La prefectura de M'diq-Fnideq (en àrab عمالة المضيق الفنيدق, ʿamālat al-Maḍīq al-Fnīdaq; en amazic ⵜⴰⵎⵖⵓⵔⵜ ⵏ ⵝⴰⵖⵎⴰⵝ-ⴼⵏⵉⴷⵇ, tamnbaḍt n Ṯaɣmaṯ-Fnidq) és una de les prefectures del Marroc, fins 2015 part de la regió de Tànger-Tetuan i actualment de la nova regió de Tànger-Tetuan-Al Hoceima. Té una superfície de 178 km² i 209.897 habitants censats en 2014. La capital és M'Diq.

## Divisió administrativa
La prefectura de M'diq-Fnideq consta de 3 municipis i 2 comunes:
| Nuclis de població | Habitants 1994 | Habitants 2004 | Habitants 2014 |
| ------------------ | -------------- | -------------- | -------------- |
| M'Diq (M)          | 21.093         | 36.596         | 56.227         |
| Fnideq (M)         | 34.486         | 53.559         | 77.436         |
| Martil (M)         | 23.143         | 39.011         | 64.355         |
| Allyene            | 5.654          | 6.126          | 6.583          |
| Belyounech         | –              | –              | 5.296          |
| Total              | 84.376         | 135.292        | 209.897        |